# Amagi (Kagoshima)

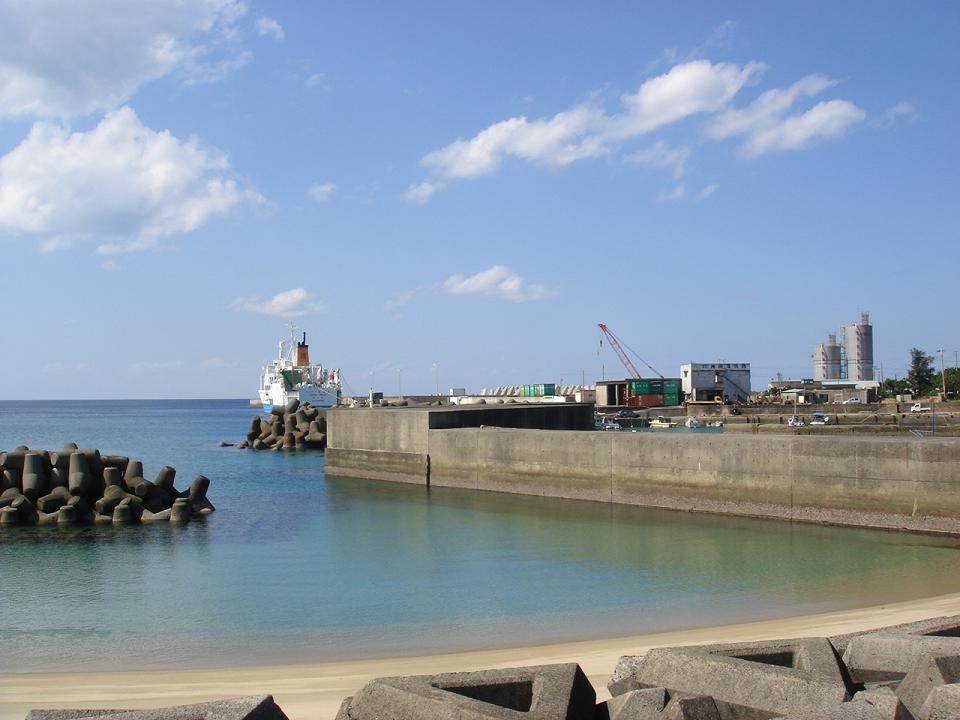
Port d'Hétono, Amagi

Pour les articles homonymes, voir Amagi.
Amagi (天城町, Amagi-chō) est un bourg situé dans la préfecture de Kagoshima (district d'Ōshima), au Japon.